# Laureola rubicunda
Laureola rubicunda är en kräftdjursart som beskrevs av Barnard1960. Laureola rubicunda ingår i släktet Laureola och familjen Armadillidae. Inga underarter finns listade i Catalogue of Life.